# Ледебурия
Ледебурия (лат. Ledebouria) — род травянистых цветковых растений семейства Спаржевые (Asparagaceae), объединяет более 50 видов луковичных, частично опадающих и вечнозеленых растений, обитающих на открытых равнинах и в сухих поймах рек Южной Африки, заливаемых в сезон дождей. В культуре выращивается из-за оригинальных пятнистых листьев и гроздей мелких, похожих на бочоночки цветов.
Название роду дано в честь ботаника Карла Фридриха фон Ледебура (1786–1851), который впервые описал его в 1821 году.

## Описание
Многолетнее луковичное растение, постепенно образует густые куртины из колоний дочерних луковичек. Листья гладкие, прямостоячие, ланцетные, широколанцетные или эллиптические, в зависимости от вида, собраны в прилуковичную розетку. Листья ярко-серебристой, серебристо-зелёной окраски, с узором из темных пятен от пурпурного до темно-зелёного цвета. Типичная окраска проявляется при достатке солнца. Луковица светло-фиолетовая, коричневатая, пурпурная. Форма варьирует от округлой до эллиптически вытянутой. У некоторых видов луковица погружена в почву полностью, у других находится почти на поверхности. Цветочные стрелки возвышаются над листовой розеткой и несут кисть из 20—50 цветочков, колокольчатых или бочонкообразных, 4—6 мм длиной. Растение теплолюбиво, незимостойко.

## Агротехника
В теплых областях, где температура не опускается ниже 7 градусов тепла, можно выращивать в открытом грунте на хорошо освещенных местах, переносит яркое солнце. Для посадки используют среднепитательную почву, хорошо пропускающую воду, подкармливают раз в месяц калийным удобрением. В более холодных областях выращивают в интерьере или зимнем саду. Луковицы высаживают так, чтобы верхушка была вровень с поверхностью субстрата. Земляная смесь с примесью крупного песка.

## Виды
По информации базы данных The Plant List, род включает 53 вида:
- Ledebouria apertiflora (Baker) Jessop
- Ledebouria asperifolia (van der Merwe) S.Venter
- Ledebouria atrobrunnea S.Venter
- Ledebouria camerooniana (Baker) Speta
- Ledebouria concolor (Baker) Jessop
- Ledebouria confusa S.Venter
- Ledebouria cooperi (Hook.f.) Jessop
- Ledebouria cordifolia (Baker) Stedje & Thulin
- Ledebouria coriacea S.Venter
- Ledebouria cremnophila S.Venter & van Jaarsv.
- Ledebouria crispa S.Venter
- Ledebouria dolomiticola S.Venter
- Ledebouria edulis (Engl.) Stedje
- Ledebouria ensifolia (Eckl.) S.Venter & T.J.Edwards
- Ledebouria floribunda (Baker) Jessop
- Ledebouria galpinii (Baker) S.Venter & T.J.Edwards
- Ledebouria glauca S.Venter
- Ledebouria grandifolia (Balf.f.) A.G.Mill. & D.Alexander
- Ledebouria hypoxidioides (Schönland) Jessop
- Ledebouria inquinata (C.A.Sm.) Jessop
- Ledebouria insularis A.G.Mill.
- Ledebouria kirkii (Baker) Stedje & Thulin
- Ledebouria lepida (N.E.Br.) S.Venter
- Ledebouria leptophylla (Baker) S.Venter
- Ledebouria lilacina (Fenzl ex Kunth) Speta
- Ledebouria luteola Jessop
- Ledebouria macowanii (Baker) S.Venter
- Ledebouria maesta (Baker) Speta
- Ledebouria marginata (Baker) Jessop
- Ledebouria minima (Baker) S.Venter
- Ledebouria mokobulanensis Hankey & T.J.Edwards
- Ledebouria monophylla S.Venter
- Ledebouria nossibeensis (H.Perrier) J.C.Manning & Goldblatt
- Ledebouria ovalifolia (Schrad.) Jessop
- Ledebouria ovatifolia (Baker) Jessop
- Ledebouria papillata S.Venter
- Ledebouria pardalota S.Venter
- Ledebouria parvifolia S.Venter
- Ledebouria pustulata S.Venter
- Ledebouria remifolia S.Venter
- Ledebouria revoluta (L.f.) Jessop
- Ledebouria rupestris (van der Merwe) S.Venter
- Ledebouria sandersonii (Baker) S.Venter & T.J.Edwards
- Ledebouria scabrida Jessop
- Ledebouria socialis (Baker) Jessop
- Ledebouria somaliensis (Baker) Stedje & Thulin
- Ledebouria sudanica (A.Chev.) Burg
- Ledebouria undulata (Jacq.) Jessop
- Ledebouria urceolata Stedje
- Ledebouria venteri van Jaarsv. & A.E.van Wyk
- Ledebouria viscosa Jessop
- Ledebouria zambesiaca (Baker) Speta
- Ledebouria zebrina (Baker) S.Venter

## Некоторые виды

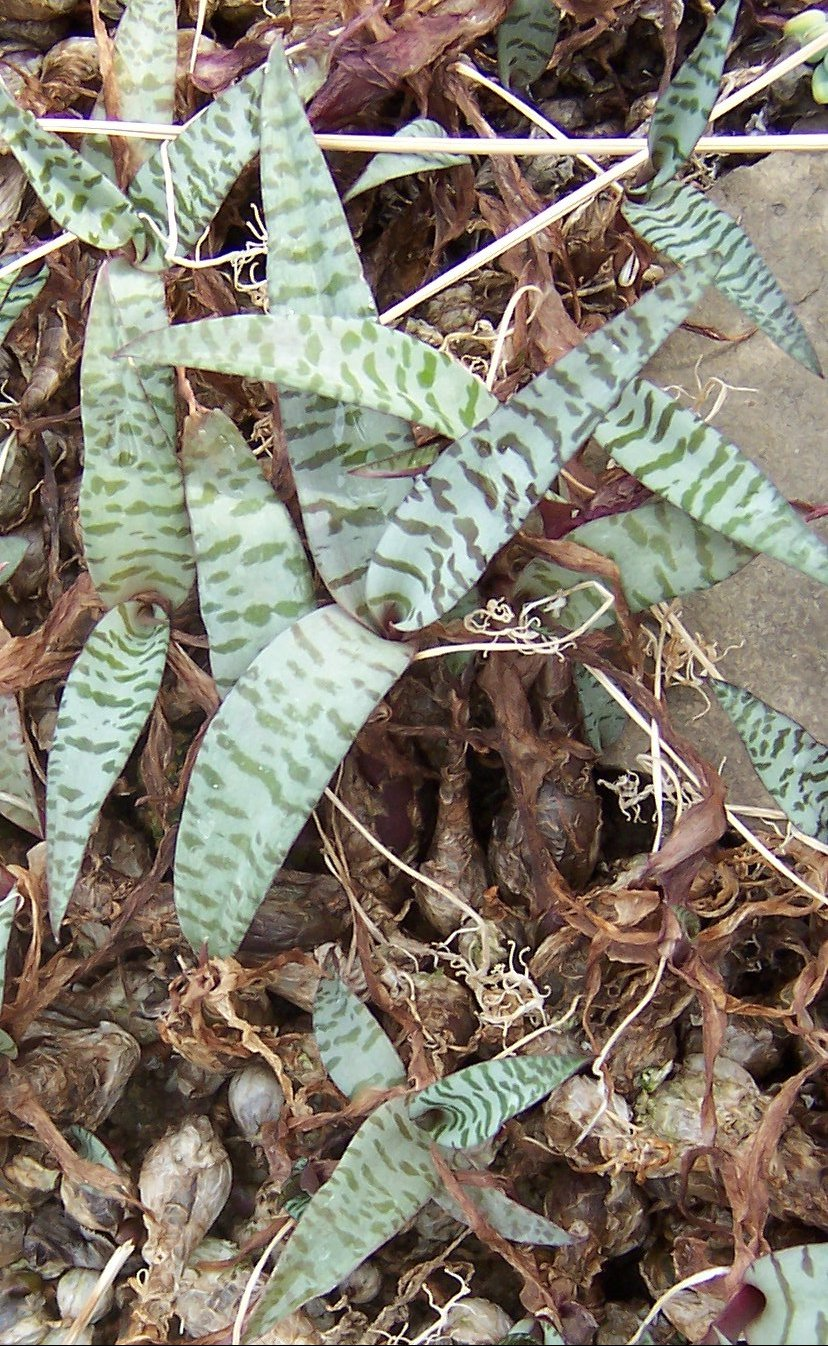
Ледебурия общественная

- Ledebouria socialis (syn. Scilla socialis, Scilla violacea) — ледебурия общественная. Вечнозеленое многолетнее луковичное растение с прямостоячими ланцетными изогнутыми мясистыми светло-серебристыми листьями 10 см длиной, на верхней стороне с большими темно-зелеными пятнами, снизу пятна пурпурные. Соцветия из 25—30 колокольчатых цветочков зелено-пурпурной окраски появляются весной или летом. Высота растения 5—10 см. Родина: Южная Африка
- Ledebouria cooperi (syn. Scilla adlamii, Scilla cooperi). Полулистопадное многолетнее луковичное растение с раскидистыми яйцеобразными 5—25 см длиной темно-зелеными с яркими пурпуровыми полосами листьями. Летом зацветает гроздьями иногда и из 50 цветочков, пурпурно-розовых, около 6 мм, с зелёными точками или штрихами. Высота растения 5—10 см. Родина: Южная Африка
- Ledebouria luteola. Одна из наиболее миниатюрных сортов ледебурии; листья прямостоячие, желтовато-зелёного оттенка с узором из пятен тёмного цвета.

## Использование
Для создания оригинальных куртин в каменистых садиках и рокариях в южных безморозных областях. Горшочная культура, почвопокровная в зимних садах и оранжереях.